# Blue Jays de Toronto
Pour les articles homonymes, voir Jay.
 Saison 2025 des Blue Jays de Toronto
Les Blue Jays de Toronto sont une franchise canadienne de la Ligue majeure de baseball établie à Toronto, Ontario.
Fondés en 1977 et initialement basés au Stade de l'Exposition nationale puis à partir de 1989 au Centre Rogers, ils deviennent la deuxième équipe canadienne du baseball majeur et évoluent depuis dans la division Est de la Ligue américaine.
Elle est la seule franchise canadienne de baseball majeur depuis la disparition des Expos de Montréal en 2004 et seule équipe de la ligue aujourd'hui établie hors des États-Unis.
L'équipe est 100% détenue par le géant Rogers Communication.

## Présentation
Le nom de l'équipe provient de l'oiseau du même nom reconnaissable par sa couleur bleue, traditionnellement utilisée par les équipes sportives de Toronto (Maple Leaf, Argonauts pour les plus connues). À l'origine, l'équipe appartenait à la Labatt Brewing Company, fabricant traditionnel de la célèbre bière Labatt's Blue. Surnommés familièrement les « Jays », les joueurs revêtent les couleurs officielles de l'équipe que son le bleu royal, le bleu marine, le rouge et le blanc.
Les Blue Jays sont la seule équipe du Canada à avoir gagné la Série mondiale, qu'ils ont remportée en 1992 et 1993. Après ces deux titres, les Jays ne participent plus aux séries éliminatoires avant 2015.
Entre la fin des années 1970 et jusqu'au début des années 1980, les Blue Jays connurent une longue période dans laquelle ils finirent fréquemment à la dernière place de leur division. Mais, dès 1983 l'équipe remporta sa première saison et deux ans plus tard réussirent à se classer premier de division. De 1985 à 1993 ils remportèrent cinq championnats divisionnels en neuf saisons dont trois consécutifs de 1991 à 1993. À cette même période, l'équipe devint double championne de la série mondiale en 1992 et en 1993 portée par une équipe dorée dont les fameux Roberto Alomar, Joe Carter, John Olerud et Devon White faisaient partie. Encore aujourd'hui, les Blues Jays restent la seule équipe en dehors des équipes nationales des États-Unis à remporter une série mondiale. À partir de 1993, les Blues Jays ne réussirent pas à se qualifier pour les séries éliminatoires pendant près de 21 saisons consécutives jusqu'à briser la « malédiction » en 2015. En 2016, l'équipe réussit à confirmer une deuxième place aux séries éliminatoires déjà obtenue l'année précédente.
Les Blue Jays sont avec les  Atlanta Braves les deux seules équipes de la MLB et la seule équipe de la Ligue américaine détenue par une société privée.

## Palmarès

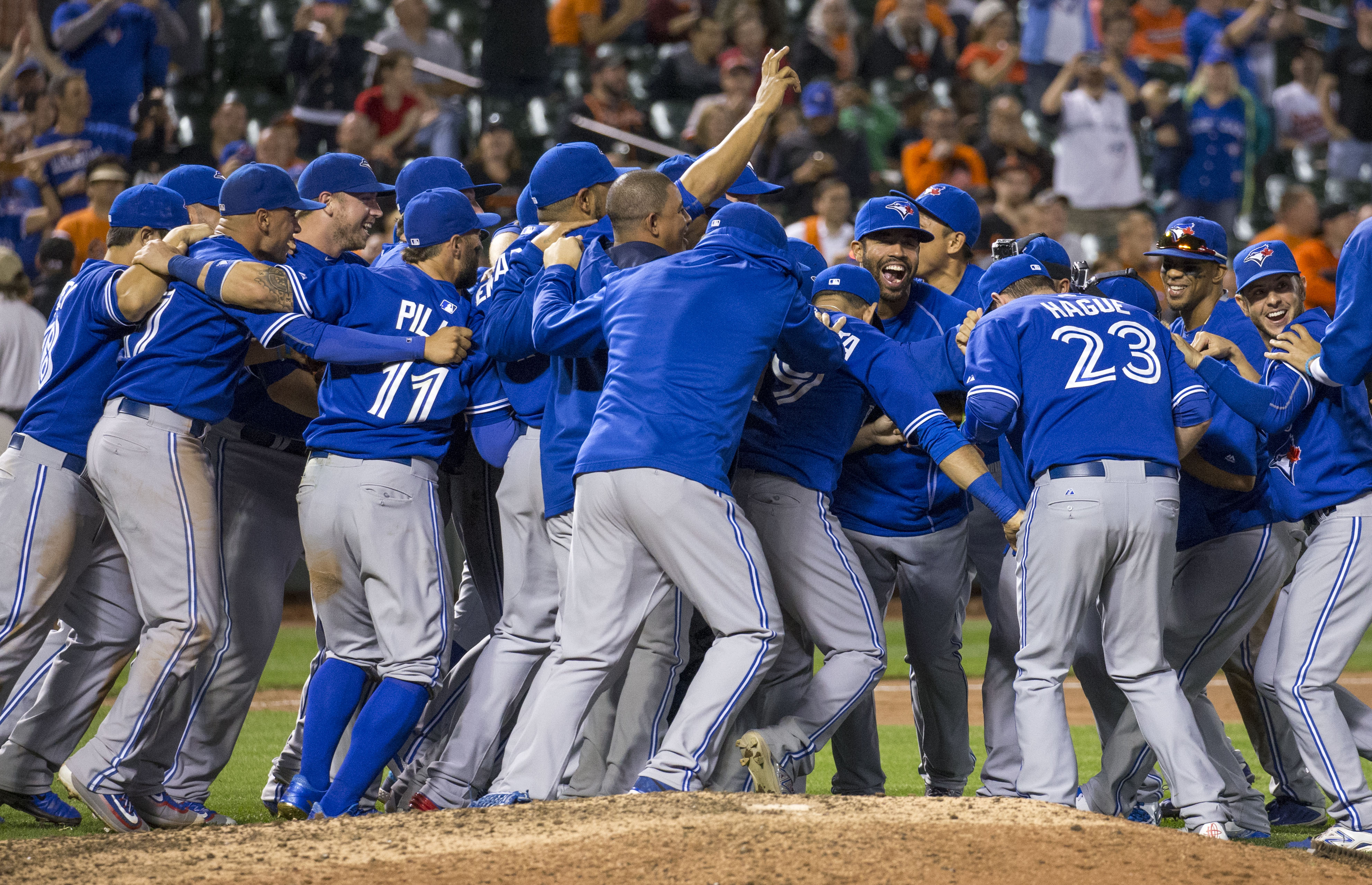
Le 30 septembre 2015, les Blue Jays célèbrent à Baltimore le titre de la division Est de la Ligue américaine, leur premier en 22 ans.

- Champion de Série mondiale (2) : 1992, 1993
- Champion de la ligue américaine (2) : 1992, 1993
- Titres de division (6) : 1985, 1989, 1991, 1992, 1993, 2015.
- Meilleur deuxième (2) : 2016, 2020.

## Histoire

### Naissance de l'équipe
Dans le cadre des discussions sur l'agrandissement de la MLB après l'échec des tentatives d'attirer à Toronto une franchise de la MLB (initialement les Giants de San Francisco), les Blue Jays furent approuvés en 1977 bien que fondés dès 1976 par Gord Kirke et Herb Solway.

### 1977-1981
Les Blue Jays débutent en compétition le 7 avril 1977 contre les White Sox de Chicago. Emmenés par Doug Ault qui frappe deux Home run, les Jays s'imposent 9 à 5. Cette victoire est l'une des 54 enregistrées contre 107 défaites lors de cette saison inaugurale qui vaut à la nouvelle arrivante la dernière place de sa division.
En 1978, les Jays améliorent leurs résultats de six victoires, terminant encore dernier avec 59 victoires pour 103 défaites. Même position la saison suivante avec une fiche de 53 à 109. Malgré ces résultats médiocres, Alfredo Griffin, alors batteur dans l'équipe, est désigné meilleure recrue de l'année en 1979.
Bobby Mattick devient manager en 1980, succédant à Roy Hartsfield, le premier manager des Jays. Sous la conduite de Mattick, l'équipe signe sa meilleure saison avec 67 victoires contre 95 défaites. Cette saison est marquée par les 13 victoires accordées au lanceur Jim Clancy et au sacre de John Mayberry qui devient le premier joueur de la franchise à franchir le cap des 30 Home run frappés sur une saison.
Lors de la saison 1981 marquée par la grève des joueurs, les Jays terminent derniers de la Ligue américaine lors des deux parties de la saison : 16-42 en début de saison puis 21-27 en fin de saison.

### 1982-1984

Logo de 1977 à 1996.

Sous la direction Bobby Cox nommé manager en 1982 et  emmenée par les lanceurs Dave Stieb, Jim Clancy et Luis Leal, les joueurs de champ extérieur Lloyd Moseby et Jesse Barfield, les Jays terminent la saison avec 78 victoires pour 84 défaites leur permettant, pour la première fois, de quitter la dernière place pour l'avant dernière de la saison.
En 1983, Toronto enregistre sa première saison positive : 89-73, terminant à neuf victoires des vainqueurs des Séries mondiales, les Orioles de Baltimore. Les Jays renouvellent la même performance la saison suivante (89-73). À la fin de cette saison, Alfredo Griffin part chez les Athletics d'Oakland, libérant sa place pour l'arrêt-court dominicain Tony Fernández, qui deviendra l'un des joueurs préférés des supporters.

### 1985: L'envolée de 1985 et premier titre AL East
En 1985, Les Jays remportent leur premier titre de division en alignant 99 victoires pour 62 défaites, terminant deux victoires devant les Yankees de New York. L'apport du lanceur de relève Tom Henke à la mi-saison fut déterminante. En finale de la Ligue américaine, Toronto mène 3 à 1 contre les Royals de Kansas City, mais s'inclinent finalement lors des trois matchs suivants, laissant l'accès aux Séries mondiales aux Royals. Manager de l'année de la Ligue américaine, Bobby Cox quitte les Jays à la fin de cette saison pour rejoindre les Braves d'Atlanta et est remplacé par Jimy Williams.

### 1986-1988
Une glissade à la quatrième place de la division est enregistrée en 1986 bien que cette année fut marquée par les 40 Home run enregistrés par Jesse Barfield et ceux de George Bell se comptant au nombre de 30 dans la saison ainsi que le succès des lanceurs Jimmy Key et Jim Clancy qui signèrent 14 victoires chacun.
Dès 1987 Toronto se reprend et dispute aux Tigers de Détroit le titre de division. Terminant à 96 à 66, le second meilleur total en ligue majeure cette année-là. Toutefois les Jays sont écartés des séries d'après-saison par les Tigers, bien que George Bell soit désigné meilleur joueur de la Ligue américaine.
En 1988, Les Jays replongent au quatrième rang de leur division, à égalité avec les Brewers de Milwaukee. Le  Fred McGriff s'illustre néanmoins en frappant 34 Home run.

### 1989–1991: Cito Gaston prend les commandes
L'année 1989 est marquée par l'ouverture du nouveau stade à toit rétractable: le Centre Rogers à la mi-saison. C'est aussi à partir de cette année que les Blues Jays connurent un véritable âge d'or, période de 5 ans durant laquelle ils enchainèrent réussites sur réussites.
Cito Gaston signé manager en mai pour remplacer Jimy Williams réussit à essuyer l'échec de son prédécesseur en emmenant l'équipe à un score de saison finale de 89 à 73 alors qu'à son arrivée, il était de 12 à 24.
En 1990, les Blue Jays connurent de nouveau une bonne saison en terminant à la seconde place de la division, derrière les Red Sox de Boston. L'année fut aussi marquée par le sans faute inscrit par Dave Stieb contre les Indians de Cleveland qui s'inclinèrent 3 à 0 face à l'équipe canadienne à domicile. Cet exploit est encore aujourd'hui unique dans le palmarès de l'équipe. Pendant l'intersaison, la direction en plus du rachat du joueur Devon White jouant alors chez les Angels de Los Angeles, l'équipe échangea les joueurs Tony Ferandez et Fred McGriff contre Joe Carter et Roberto Alomar évoluant alors chez les Padres de San Diego.
Ces nouveaux arrivants, en particulier Carter, Alomar et White, se révélèrent des atouts extrêmement efficaces puisque, dès la saison 1991, les Blues Jays remportèrent la coupe de leur division. Toutefois, cette envolée s'arrêta lorsqu'ils échouèrent à passer les Twins du Minnesota dans les séries éliminatoires. Cette saison particulièrement mouvementée permit aux Blues Jays de devenir la première équipe de ligue majeur à avoir réuni plus de 4 millions de fans dans les tribunes pendant une saison.

### 1992–1993: Double champions des World Series

#### 1992: Première équipe canadienne titrée
À la fin de la saison 1991, les Blues Jays firent l'acquisition du lanceur MVP Jack Morris qui avait porté les Twins du Minnesota jusqu'à la victoire dans les World Series l'année passée. À cette attaque explosive, l'équipe ajouta le joueur expérimenté Dave Winfield.
En 1992, les Jays décrochèrent leur deuxième titre consécutif de l'AL Est avec un score final de 96 à 66, loin devant les Brewers de Milwaukee. Ils devinrent aussi la première équipe en 49 ans à inscrire uniquement des matchs sans défaite en série. Cette année est aussi marquée par un match qui est considéré par beaucoup comme l'un si ce n'est le match le plus important de l'histoire de l'équipe. Celui-ci opposait les Jays aux Athletic d'Oakland et, alors qu'à la quatrième rencontre ils se faisaient mener 6 à 1, ils revinrent, portés par un élan inconnu, à 7 à 6, ce qui leur permit de rester en lice.
Par la suite, les Jays durent affronter les Braves d'Atlanta. Ceux-ci revenaient cette saison plus remontés que jamais. Voulant faire oublier leur échec de l'année précédente durant laquelle ils avaient été éliminés par les Twins, les deux équipes avaient dans l'esprit la même idée : vaincre à tout prix. Le match, très serré, ne se décida qu'à la onzième manche, laquelle sacra la victoire des Jays, devenant alors la première équipe canadienne à remporter une série mondiale.

#### 1993: La double couronne
Après le sacre de 1992, les Jays laissèrent partir Dave Winfield, héros de la série mondiale, ainsi que Tom Henke. Pour les remplacer, ils choisirent Paul Molitor des Brewers de Milwaukee et Dave Stewart des Athletics d'Oakland.
En 1993, ils pouvaient compter sur 7 joueurs All-Stars : Devon White, Joe Carter, John Olerud, Roberto Alomar, Paul Molitor, Pat Hentgen et Duane Ward. En août, après avoir ajouté à leurs rangs Rickey Henderson, les Jays explosèrent de 7 matchs le record précédent en division en inscrivant 95 victoires pour 67 défaites.
Pendant la série mondiale, les Jays battirent les White Sox de Chicago 4 à 2 puis les Philies de Philadelphie 4 à 2 également. Ce dernier affrontement fut l'occasion de plusieurs jeux passionnants en particulier le quatrième, joué sous une légère pluie dans lequel les Jays revinrent d'un score perdant de 5 points pour gagner à 15 à 14, qui reste le match avec le plus haut score jamais enregistré en série mondiale. Le sixième match permit aux Jays de remporter la série mondiale sur un walk-off home run de Joe Carter, seul depuis celui inscrit par Bill Mazeroski en 1960.
Cette année, première fois en 100 ans, les trois meilleurs joueurs de la ligue appartenaient à la même équipe. Il s'agissait de Olerud, Molitor et Alomar.

### 1994-2001
Après deux victoires consécutives dans les séries mondiales, les attentes étaient élevées pour l'équipe. Malheureusement, ils n'arrivèrent pas à rester en pole position et chutèrent à la troisième place avec un record de 55 à 60 avant la grève, 16 matchs derrière les Yankees de New York. C'était leur première saison durant laquelle ils n'arrivèrent pas à inscrire un score positif depuis 1982.
Le 31 octobre 1994, Pat Gillick, directeur général de longue date des Jays, démissionna et laissa sa place à Gord Ash à qui il laissa le soin de diriger l'équipe dans une des périodes de crise les plus graves de l'histoire de l'équipe.

### 2002-2008

Logo de 2004 à 2011.

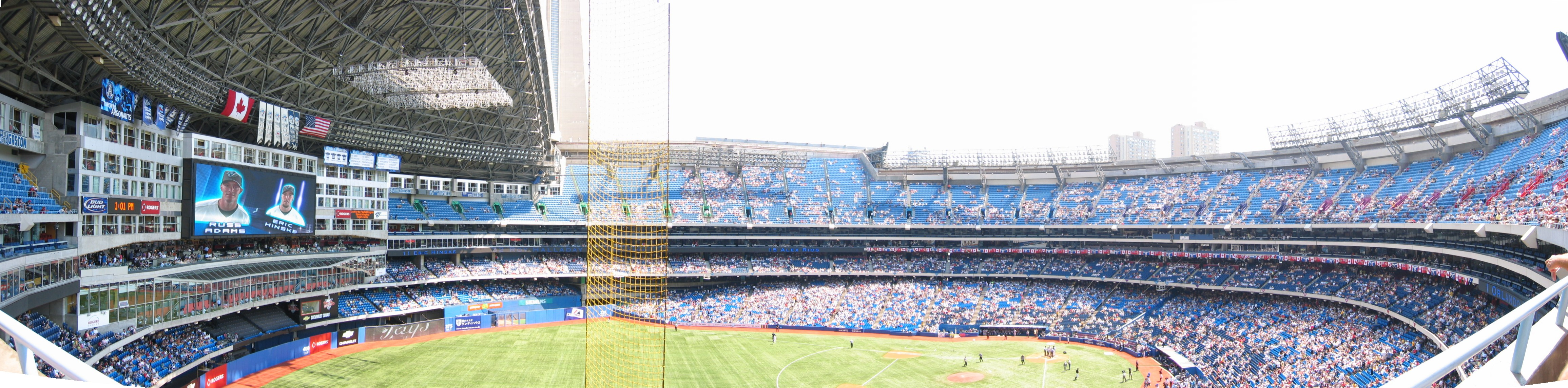
Centre Rogers.

## Trophées et honneurs individuels

### Au Temple de la renommée du baseball
Un seul joueur a été intronisé au Temple de la renommée du baseball en tant que Blue Jay. Il s'agit de Roberto Alomar.
Cinq joueurs intronisés ont fait de courts séjours à Toronto :
- Fred McGriff, 1re base, 1986-1990.
- Phil Niekro, lanceur, 1987
- Dave Winfield, frappeur désigné, 1992
- Paul Molitor, frappeur désigné, 1993-1995
- Rickey Henderson, voltigeur, 1993.

Par ailleurs, Pat Gillick, qui a occupé plusieurs fonctions importantes avec la franchise des Blue Jays, notamment celles de manager général, est intronisé au Temple de la renommée en 2011.

### Numéros retirés
Le 31 juillet 2011, le joueur de deuxième but Roberto Alomar a été la première personne à voir son numéro retiré par les Blue Jays. Le 29 mars 2018, les Blue Jays ont retiré le numéro 32 du lanceur Roy Halladay, décédé dans un accident d'avion en novembre 2017. Le numéro 42 de Jackie Robinson a été retiré en 1997 par la MLB pour toutes les équipes.

### Autres trophées et honneurs
| MVP de la saison (depuis 1911) : - George Bell (1987) - Josh Donaldson (2015) Trophée Cy Young (depuis 1956) : - Pat Hentgen (1996) - Roger Clemens (1997 et 1998) - Roy Halladay (2003) |  | Manager de l'année (depuis 1983) : - Bobby Cox (1985) Prix Hank Aaron (depuis 1999) : - Carlos Delgado (2000) |  | Recrue de l'année (depuis 1947) : - Alfredo Griffin (1979) - Eric Hinske (2002) |

## Affiliations enligues mineures
| Niveau | Franchise                    | Ligue                      | Ville      | État                   | Affilié depuis |
| ------ | ---------------------------- | -------------------------- | ---------- | ---------------------- | -------------- |
| AAA    | Bisons de Buffalo            | Ligue internationale       | Buffalo    | New York               | 2013           |
| AA     | Fisher Cats du New Hampshire | Eastern League             | Manchester | New Hampshire          | 2003           |
| A+     | Canadiens de Vancouver       | Northwest League           | Vancouver  | Colombie-Britannique   | 2011           |
| A-     | Blue Jays de Dunedin         | Ligue de l'État de Floride | Dunedin    | Floride                | 1987           |
| Rookie | FCL Blue Jays                | Florida Complex League     | Dunedin    | Floride                | 1981           |
| Rookie | DSL Blue Jays                | Dominican Summer League    | Boca Chica | République dominicaine | 1992           |